# Sostratos (Mythologie)
Sostratos (altgriechisch Σώστρατος Sṓstratos) oder Polystratos ist in der griechischen Mythologie ein Geliebter des Herakles.
Er wird nur bei Pausanias erwähnt. Demnach befand sich sein Grab in der Nähe von Dyme, einer Stadt in Achaia. Dies soll nach der einheimischen Sage Herakles selbst errichtet und dort sein Haar geopfert haben. Pausanias sah auf dem Grabhügel des Sostratos eine Stele mit dem Bild des Herakles und berichtet, dass die Einheimischen dem Sostratos Opfer darbringen.
Er ist wohl identisch mit dem in einem Grabepigramm genannten Polystratos, einem der schönsten Jünglinge. Von Herakles hoch verehrt, fiel er im Kampf gegen die Molioniden im Krieg mit den Eleern. Er wurde von dem Helden betrauert, der als Zeichen seines Verlustes auch im Epigramm sein Haar opferte. Polystratos aber habe in Dyme ein großartiges Grab gefunden, endet die in katalektischen, trochäischen Tetrametern verfasste Inschrift.

## Quelle
- Pausanias 7,17,8
- Supplementum Epigraphicum Graecum 11,1261